# Парк Челюскінців (станція метро)
53°55′27″ пн. ш. 27°36′49″ сх. д. / 53.92417° пн. ш. 27.61361° сх. д.
Парк Челю́скінців (біл. Парк Чалю́скінцаў) — станція Мінського метро Московської лінії. Розташована між станціями Академія наук і Московська. Відкрита 30 червня 1984 року у складі першої черги.
До 1984 року мала проектну назву «Парк імені Челюскінців».

## Конструкція станції
Односклепінна станція мілкого закладення (глибина закладення — 8 м) з однією острівною платформою.

## Колійний розвиток
Станція без колійного розвитку.

## Оздоблення
Платформа є величезним склепінням, розокремлено падугою з кроком в 6 метрів. У центрі знаходиться величезна ніша з ритмічно розташованими світильниками. Основні кольори оформлення - білий, сірий і коричневий. Бічні ніші прикрашені латунними елементами. Склепіння станції білого кольору, прикрашено люстрами.

## Виходи
Виходи зі станції розташовані біля парку Челюскінців та ботанічного саду. Неподалік знаходиться дитяча залізниця.

## Галерея

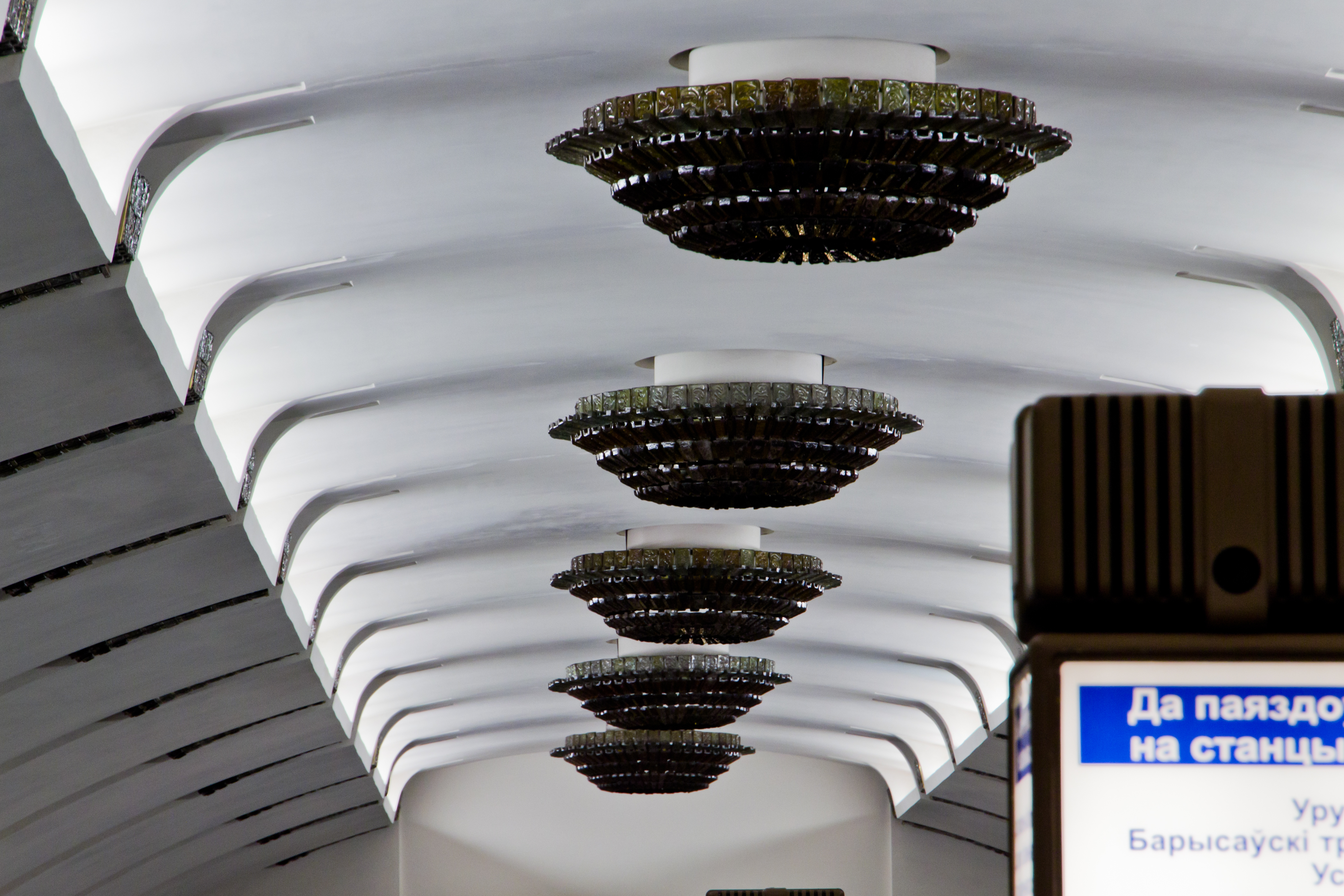
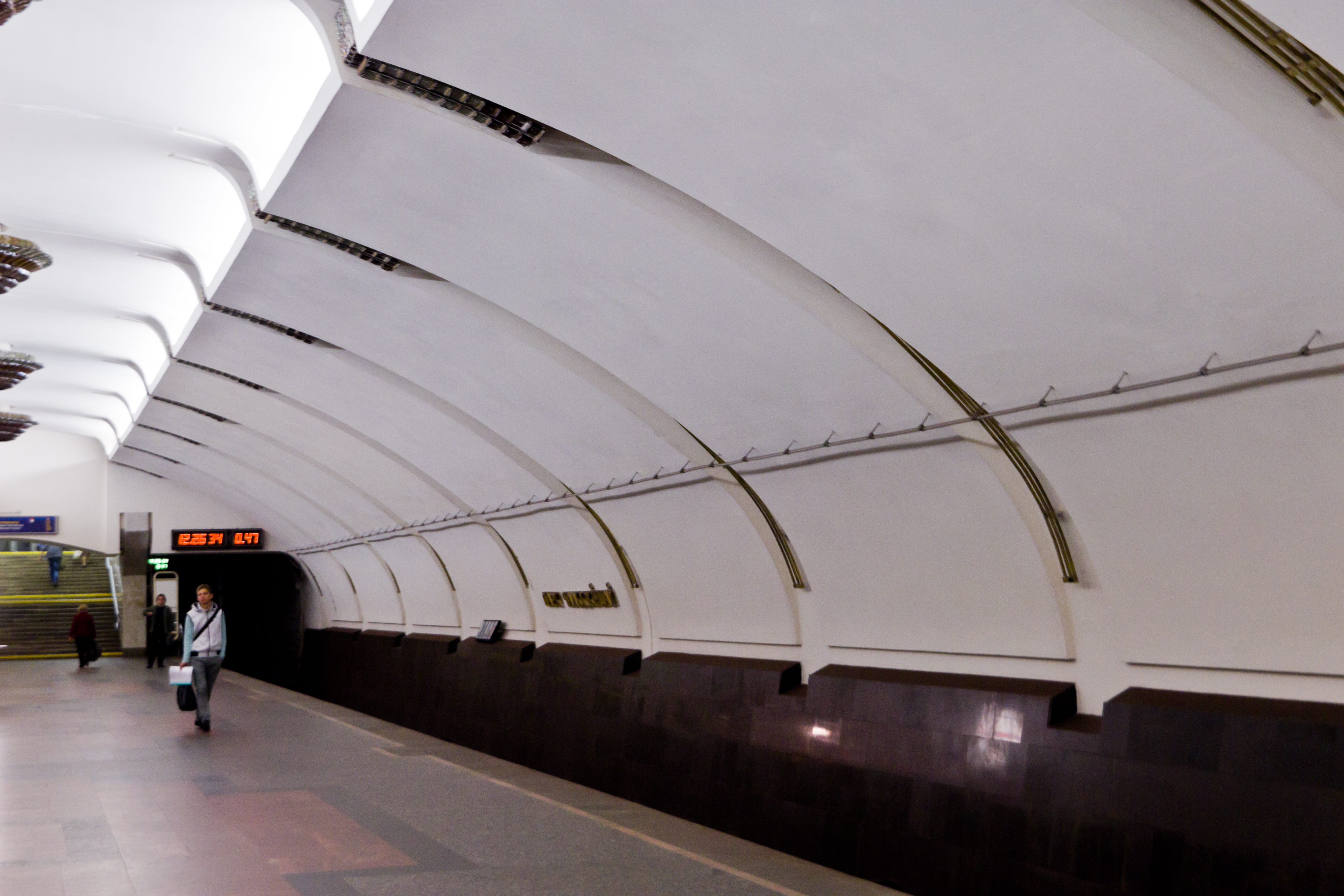

## Пересадка
- Автобуси: 25, 37, 89э, 91, 100